# Municipio San Matías
Das Municipio San Matías ist ein Verwaltungsbezirk im Departamento Santa Cruz im südamerikanischen Anden-Staat Bolivien.

## Lage im Nahraum
Das Municipio San Matías ist das einzige Municipio in der Provinz Ángel Sandoval. Es grenzt im Norden und Osten an die Republik Brasilien, im Süden an die Provinz Germán Busch, im Südwesten an die Provinz Chiquitos und im Nordwesten an die Provinz José Miguel de Velasco.
Der zentrale Ort des Municipios ist San Matías im äußersten Nordosten des Municipios mit 6267 Einwohnern (Volkszählung 2012).

## Geographie
Das Municipio San Matías liegt am Ostrand des bolivianischen Tieflandes. Die mittlere Durchschnittstemperatur der Region liegt bei 26 °C, der Jahresniederschlag beträgt etwa 1150 mm (siehe Klimadiagramm Roboré). Die Region weist ein tropisches Klima mit ausgeglichenem Temperaturverlauf auf, die Monatsdurchschnittstemperaturen schwanken nur unwesentlich zwischen 22 °C im Juli und 28 °C im Dezember. Die Monatsniederschläge liegen zwischen unter 50 mm in den Monaten Juli und August und knapp 170 mm im Dezember und Januar.

## Bevölkerung
Die Einwohnerzahl des Municipios hat zwischen 1992 und 2024 um etwa die Hälfte zugenommen:
| Jahr | Einwohner | Quelle       |
| ---- | --------- | ------------ |
| 1992 | 10.695    | Volkszählung |
| 2001 | 13.073    | Volkszählung |
| 2012 | 14.770    | Volkszählung |
| 2024 | 15.336    | Volkszählung |

Die Bevölkerungsdichte des Municipios bei der Volkszählung 2024 betrug 0,6 Einwohner/km², die Lebenserwartung der Neugeborenen lag im Jahr 2001 bei 65,5 Jahren. Der Alphabetisierungsgrad bei den über 15-Jährigen betrug 91,7 Prozent im Jahr 2001.

## Politik
Ergebnis der Regionalwahlen (concejales del municipio) vom 4. April 2010:
| Wahl- berechtigte |  | Wahl- beteiligung | gültige Stimmen |  | MATICO | MAS-IPSP | FA     | TODOS  |
| ----------------- |  | ----------------- | --------------- |  | ------ | -------- | ------ | ------ |
| 6.037             |  | 5.055             | 4.152           |  | 1.679  | 1.029    | 1.016  | 428    |
|                   |  | 83,7 %            | 82,1 %          |  | 40,4 % | 24,8 %   | 24,5 % | 10,3 % |

Ergebnis der Regionalwahlen (elecciones de autoridades políticas) vom 7. März 2021:
| Wahl- berechtigte |  | Wahl- beteiligung | gültige Stimmen |  | CREEMOS | MAS-IPSP | UNIDOS  | SOL    | ASIP   | MNR    |
| ----------------- |  | ----------------- | --------------- |  | ------- | -------- | ------- | ------ | ------ | ------ |
| 9.144             |  | 7.437             | 6.280           |  | 2.956   | 2.111    | 724     | 233    | 215    | 41     |
|                   |  | 81,33 %           | 84,44 %         |  | 47,07 % | 33,61 %  | 11,53 % | 3,71 % | 3,42 % | 0,65 % |

## Gliederung
Das Municipio untergliedert sich in die folgenden vier Kantone (cantones):
- Kanton La Gaiba im Südosten des Municipio (Hauptort: La Gaiba)
- Kanton Las Petas im Nordwesten des Municipio (Hauptort: Las Petas)
- Kanton San Matías im Nordosten des Municipio (Hauptort: San Matías)
- Kanton Santo Corazón im Südwesten des Municipio (Hauptort: Santo Corazón)

## Ortschaften im Municipio San Matías
- San Matías 6267 Einw. – Ascención de la Frontera 949 Einw. – Santo Corazón 774 Einw. – Las Petas 734 Einw.